# Suchcice (gromada w powiecie bełchatowskim)
Suchcice – dawna gromada, czyli najmniejsza jednostka podziału terytorialnego Polskiej Rzeczypospolitej Ludowej w latach 1954–1972.
Gromady, z gromadzkimi radami narodowymi (GRN) jako organami władzy najniższego stopnia na wsi, funkcjonowały od reformy reorganizującej administrację wiejską przeprowadzonej jesienią 1954 do momentu ich zniesienia z dniem 1 stycznia 1973, tym samym wypierając organizację gminną w latach 1954–1972.
Gromadę Suchcice siedzibą GRN w Suchcicach utworzono – jako jedną z 8759 gromad na obszarze Polski – w powiecie piotrkowskim w woj. łódzkim, na mocy uchwały nr 35/54 WRN w Łodzi z dnia 4 października 1954. W skład jednostki weszły obszary dotychczasowych gromad Gadki, Huta, Hucisko, Suchcice, Stefanów, Wielkopole, Wdowin wieś i Wdowin kolonia ze zniesionej gminy Mzurki w tymże powiecie. Dla gromady ustalono 16 członków gromadzkiej rady narodowej.
1 stycznia 1956 gromada weszła w skład nowo utworzonego powiatu bełchatowskiego w tymże województwie.
1 stycznia 1959 do gromady Suchcice przyłączono wieś, parcelację i osadę Bukowie, parcelację Wrzosy i osadę Bukowie Nowackiego ze zniesionej gromady Kącik.
Gromada przetrwała do końca 1972 roku, czyli do kolejnej reformy gminnej.